# Nypan
Nypan är en tätort i Trondheims kommun i Trøndelag fylke i Norge. Orten ligger nära trafikplatsen där Europaväg 6 och Europaväg 39 möts i den södra delen av kommunen. Här finns Leinstrands kyrka.